# シャンティ (ゲーム)
『シャンティ』（Shantae）は、アメリカのWayForward Technologiesが開発しカプコンより北アメリカで2002年6月2日に発売されたゲームボーイカラー用横スクロールアクションゲーム。

## 概要
ジーニー（魔人）の母親を持つ「ハーフジーニー」の少女シャンティが主人公で、街の平和を脅かす悪の女海賊リスキィ・ブーツの計画を阻止するため様々なエリアを冒険する。シャンティは、長い髪を鞭のようにしならせて攻撃したり、ベリーダンスを踊ることで様々な生き物に変身したりする能力を持っており、これらを駆使してエリアの探索やダンジョンの攻略を行っていく。
当初のゲームボーイカラー版は北アメリカのみで発売されたが、2013年7月18日にニンテンドー3DSのバーチャルコンソール用ソフトとしてヨーロッパ、オーストラリア、ニュージーランドで初めて発売され、日本では2025年にPlayStation 5、Nintendo Switch用ソフトとして初リリース予定となっている。

## 開発
Wayforward Technologiesは本作の開発を1997年から検討しており、この時点ではPCまたはPlayStation向けにデザインされていた。試作版のグラフィックは背景が3Dで描写され、その中で2Dのキャラクターがアニメーションするという形式になっている。その後、本作ディレクターのマット・ボゾンが携わった2000年発売のゲームボーイカラー用ソフト『Xtreme Sports』が完成すると、WayForward創業者のヴォルディ・ウェイは本作のゲームボーイカラー版の開発を承認した。本作には『Xtreme Sports』と同じゲームエンジンが使用されており、新たに本作用のエフェクトのサポートを追加した。
直接的にインスピレーションを受けた作品としてボゾンは『リンクの冒険』と『ドラキュラII 呪いの封印』を挙げている。一方で、『アレックスキッドのミラクルワールド』に似ていると指摘されることもあるがボゾンは「最近（2005年時点）まで遊んだことがなかった」と語っている。

## 評価
本作の発売時期は、ゲームボーイカラーの次世代機であるゲームボーイアドバンスが2001年に発売された後ということもあって売り上げは芳しくなく、ボゾンによると本数は2万から2万5000本程度だったという。本作のゲームデータは完成度が95%の時点で発売元のカプコンに渡されたが、完成後8か月間保留されていた。その理由はカプコンから伝えられていないが、ボゾンは、同時期に開発が進められていたカプコンのゲームボーイカラー用ソフト『BIOHAZARD GAIDEN』に配慮したためだろうと推測している。また、時期的要因に加えて、ボゾンは、シャンティの姿が子供向けのゲームとしてはセクシーすぎ、男性向けとしては少女的すぎるということで、ターゲット層を決められなかったことを売り上げ不振の要因として挙げている。
しかし、ボゾンが思っていた以上に購入者からの評価は高く、後に、ROMカートリッジの生産数が少なかったため入手したくてもできないという「幻のゲーム」のような扱いとなり、市場ではプレミア価格が付けられている。
また、批評家からもおおむね好評を博している。ゲーム・インフォーマーのベン・リーブスは本作をゲームボーイ用ソフトのベスト15に挙げ、本作が見落とされていると感じている。コンプレックスは本作を「堅実なプラットフォーム」と呼び、ゲームボーイ用ソフトのベスト7に選んだ。GamesRadarはゲームボーイ用ソフトのベスト8にランク付けし「『シャンティ』は典型的な2Dプラットフォームの要素が満載だが、すべてが驚くほどうまくできており、ゲームボーイカラーではめったに見られないビジュアルセンスがある」と述べた。フランスのウェブサイトJeuxvideo.comでは2018年にゲームボーイ用ソフトのベスト9にランク付けされ「素晴らしいアートディレクションを備えた優れたアクションプラットフォームゲーム」と評している。